# Coupe du Portugal de football 1972-1973
Navigation
1971-1972 1973-1974

La Coupe du Portugal de football 1972-1973 est la 33e édition de la Coupe du Portugal de football, considéré comme le deuxième trophée national le plus important derrière le championnat. 
La finale est jouée le 17 juin 1973, au stade national du Jamor, entre le Sporting Clube de Portugal et le Vitória Setúbal. Le Sporting CP remporte son huitième trophée en battant le Vitória Setúbal 3 à 2 et se qualifie pour la Coupe d'Europe des vainqueurs de coupe de football 1973-1974.

## Finale
| 17 juin 1973 | Sporting Clube de Portugal | 3 - 2   | Vitória Setúbal | Stade national du Jamor    |                            |
|              |                            | (2 - 0) |                 | Arbitrage : Fernando Leite | Arbitrage : Fernando Leite |
|              | Feuille de match           |         |                 | Arbitrage : Fernando Leite | Arbitrage : Fernando Leite |